# Generale repetitie
De generale repetitie is over het algemeen de laatste repetitie die aan een concert, musical of andere podiumkunst voorafgaat. Onder de term generale repetitie wordt ook verstaan: een repetitie met alle uitvoerenden (koor, orkest, solisten, acteurs) tezamen, met volledig kostuum en decor. Die uitvoerenden hebben dan eerst apart gerepeteerd. 
Bij grote uitvoeringen (zoals van een oratorium bijvoorbeeld), waaraan koor en solisten deelnemen, worden er soms kaarten verkocht voor de generale repetitie, tegen een lagere prijs. Deze uitvoeringen verschillen heel weinig van de officiële concerten.
Een variant op de generale repetitie is de Open rehearsal van onder andere The New York Philharmonic; in feite een eerste optreden van het orkest met een bepaalde solist.